# Seznam českých a slovenských přípojných vozů
Seznam českých a slovenských přípojných vozů obsahuje označení, výrobce a základní parametry přípojných vozů, které byly na území Československa, Česka nebo Slovenska kdy v provozu (s československým/českým/slovenským označením) nebo zde byly vyrobeny pro cizí dopravce. Od roku 2001 byl u vozů s duplicitním písmenným označením uváděn i index KOV, od roku 2009 je index KOV při označování vozů uváděn vždy.

## Vysvětlivky
- V tabulkách jsou uváděny standardní parametry pro daný typ vozu či jednotky při jejich vyrobení. Mohou však existovat jednotlivé kusy nebo i celé série vozidel daného typu s odlišnými parametry (maximální rychlost, počet míst apod.) již z výroby či po modernizacích a rekonstrukcích. Tyto odlišnosti jsou uvedeny v článcích o příslušném typu vozu/jednotky.
- Hmotnost je uváděna bez cestujících (hmotnost prázdného vozu).
- Sloupec ks obsahuje počet provozovaných kusů na území bývalého Československa a/nebo současného Česka a Slovenska; toto číslo se může lišit od počtu vyrobených kusů u vozů dovážených (vyrobeno celkově více vozidel, než bylo v Československu/Česku/Slovensku provozováno).
- Podbarvením jsou označeny vozy, které

| byly vyrobeny/provozovány pouze v jednom nebo maximálně dvou kusech; |
| byly vyráběny/provozovány ve velkých sériích (přes 50 ks).           |

## Přípojné vozy
| Písmenné označení | Písmenné označení | Písmenné označení | Číselné označení | Číselné označení | Číselné označení | Míst k sezení | Max. rychlost [km/h] | Uspoř. pojezdu | Hmotnost [t] | Rok výroby (rekonstrukce) | ks  | Výrobce                 | Poznámky               |
| do 1983           | 1983–2001         | od 2001           | 1968–1995        | 1995–2009        | od 2009          | Míst k sezení | Max. rychlost [km/h] | Uspoř. pojezdu | Hmotnost [t] | Rok výroby (rekonstrukce) | ks  | Výrobce                 | Poznámky               |
| ----------------- | ----------------- | ----------------- | ---------------- | ---------------- | ---------------- | ------------- | -------------------- | -------------- | ------------ | ------------------------- | --- | ----------------------- | ---------------------- |
| Balm/u            | Balm/u            | Btu590            |                  | 005              | 28-29            | 46            | 50                   | 2’2’           | 13,2         | 1966                      | 30  | ČKD Tatra Smíchov       |                        |
| Baim              | B(m)np            | Btn750            | 20-09.2          | 053              | —                | 88            | 120                  | 2’2’           | 34,0         | 1969–1970                 | 120 | Vagónka Studénka        |                        |
| Aam Bam           | B(m)n             | —                 | 19-09.9 20-09.9  | —                | —                | 54            | 120                  | 2’2’           | 37,0         | 1969                      | 10  | Vagónka Studénka        |                        |
| Bam               | Bmn               | Bn751             | 20-09.9          | 054 053.2        | 29-29            | 72            | 120                  | 2’2’           | 36,0         | 1969                      | 5   | Vagónka Studénka        |                        |
| —                 | Btfnw             | Btn752            | 20-09            | 042              | 21-29.2          | 72            | 120                  | 2’2’           | 35,0         | 1989                      | 4   | reko Vagónka Studénka   | reko z řady Btn750     |
| —                 | Bhfn              | Btn753            | —                | 043              | 29-29            | 72            | 120                  | 2’2’           | 32,0         | 1995–1997                 | 32  | MSV Studénka            |                        |
| —                 | Bpb               | Bdt754            | —                | 056              | 20-29            | 84            | 120                  | 2’2’           | 34,0         | 1998, 2000                | 2   | reko Pars DMN Šumperk   | reko z řady BRn790     |
| —                 | Btn               | Btn755            | —                | 053              | 21-29            | 88            | 120                  | 2’2’           | 34,0         | 2004–2006                 | 80  |                         | reko z řady Btn750     |
| —                 | —                 | Bdtn756           | —                | 054.2            | 21-29.3          | 88            | 120                  | 2’2’           | 38,0         | 2004–2011                 | 64  | reko KOS Krnov          | reko z řady Btn755     |
| —                 | —                 | Bdtn757           | —                | —                | 21-29.2          | 80            | 120                  | 2’2’           | 38,0         | 2011–2013                 | 33  | reko KOS Krnov          | reko z řady Btn755     |
| Balm(-k)          | Bix               | Btx761            | 28-05            | 020              | 29-29            | 68            | 90                   | 2’2’           | 23,0         | 1958–1969                 | 711 | Vagonka Tatra Studénka  |                        |
| —                 | Bifx              | Btx763            | —                | 021              | 28-29            | 66            | 90 80                | 2’2’           | 24,0         | 1995–1997                 | 68  | reko MSV Studénka       | reko z řady Btx761     |
| BFalm             | BixPost           | BDdtx764          | 82-05            | 022              | 022              | 32            | 90                   | 2’2’           | 23,0         | 1961                      | 30  | Vagonka Tatra Studénka  |                        |
| —                 | BDix              | BDdtx764.         | —                | 022              | 82-29            | 32            | 90                   | 2’2’           | 23,0         |                           | 3   | reko ŽOS České Velenice | reko bez změny značení |
| Balm(-d)          | Bmx               | Bmx765            | 20-09            | 050              | 20-29.1          | 80            | 120                  | 2’2’           | 32,0         | 1962, 1966–1968           | 182 | Vagonka Tatra Studénka  |                        |
| —                 | —                 | Bdtx766           | —                | 023              | 84-29            | 54            | 80                   | 2’2’           | 24,0         | 2007–2011                 | 7   | reko KOS Krnov          | reko z řady Btx763     |
| Blm               | Baafx             | Btax780           | 24-29            | 010              | 24-29            | 62            | 80                   | 1’1’           | 15,0         | 1973–1983                 | 912 | Vagónka Studénka        | v SR řada 011          |
| —                 | Baafx             | Btax781           | —                | 011              | 24-29.8          | 62            | 80                   | 1’1’           | 15,0         | 1997                      | 2   | reko Pars DMN Šumperk   | reko z řady Btx780     |
| —                 | BDaafx            | BDtax782          | —                | 012              | 93-29            | 52            | 80                   | 1’1’           | 15,0         | 1998–2012                 | 118 | reko KOS Krnov          | reko z řady Btx780     |
| —                 | —                 | BDtax783          | —                | 014 016          | 93-29.6          | 52            | 80                   | 1’1’           | 15,0         | 1997                      | 1   | reko Pars DMN Šumperk   | reko z řady Btx780     |
| —                 | Daafx             | Ddax784           | —                | 013              | 95-29            | 0             | 80                   | 1’1’           | 15,0         | 2000                      | 6   | DKV České Budějovice    | reko z řady Btx780     |
| —                 | —                 | Bdtax785          | —                | 015              | 24-29.5          | 26            | 80                   | 1’1’           | 15,0         | 2001–2005                 | 45  | reko KOS Krnov          | reko z řady Btx780     |
| BRam              | BR(m)n            | BRn790            | 85-09            | 055              | 85-29            | 24 + 24       | 120                  | 2’2’           | 38,0         | 1969                      | 11  | Vagónka Studénka        |                        |